# Шагаров, Платон Фёдорович
Платон Фёдорович Шагаров — русский переводчик.
Сержант лейб-гвардейского Семёновского полка.
Ему принадлежат следующие труды:
1. «Сокращенная Сократова история; сочинена Давидом-Стефаном Шоффином, переведена с французского», М., 1788 г., 8°, 154 стр. Сенатская тип., иждивением А. Светушкина.
Из посвящения этой книги «Его высокоблагородию Платону Ивановичу Орлову» видно, что Шагаров обязан был ему своим воспитанием и даже впоследствии пользовался его «благодеяниями и милостями».
2. «Сокращенное географическое описание Турецкой Империи из географии г-на Паллере. Перев. с франц.», М., 1790 г., 8°, 167 стр. Университетская тип.
Посвящается отцу его, Фёдору Фёдоровичу.